# کارلوس لورا
کارلوس ژیلمار لورا سااودرا (انگلیسی: Jhilmar Lora؛ زادهٔ ۲۴ اکتبر ۲۰۰۰) بازیکن فوتبال فوتبال اهل پرو است که تا همین اواخر مربی پرو اسپورتینگ کریستال و تیم ملی فوتبال پرو بود.

## شغل باشگاهی
لورا در ۲۴ اکتبر ۲۰۰۰ در لیما متولد شد. در سال ۲۰۰۴ بازی در تیم جوانان آلیانزا لیما را آغاز کرد و در سال ۲۰۱۱ بازیکن تیم جوانان اسپورتینگ کریستال شد. در ۷ اوت ۲۰۱۹، او اولین قرارداد حرفه‌ای خود را امضا کرد و به تیم اصلی منتقل شد. در ۹ نوامبر ۲۰۱۹ او اولین بازی تیمی خود را در بازی قهرمانی برابر ملگار انجام داد و در دقیقه ۶۱ به عنوان بازیکن تعویضی به جای رانزو Revoredo وارد زمین شد. در فصل ۲۰۲۰، او ۴ بار در ترکیب اصلی در مسابقات قهرمانی بازی کرد و در پایان فصل با این باشگاه قهرمان پرو شد. در ۳۱ ژانویه ۲۰۲۱، اسپورتینگ کریستال تمدید قرارداد با لورا را تا پایان سال ۲۰۲۳ تأیید کرد. در ۱۳ مارس او اولین کمک خود را در دوران حرفه‌ای خود به کریستوفر گونزالس در مسابقه اولین روز فصل جدید مقابل باشگاه «دپورتیوو بیناسیونال» (۴: ۰) انجام داد. در ۲۱ آوریل ۲۰۲۱، او اولین بازی خود را در کوپا لیبرتادورس در دیدار با سائو پائولو انجام داد (۰: ۳) و در دقیقه ۸۲ به عنوان بازیکن تعویضی وارد بازی شد.

## حرفه بین‌المللی
در ۲۷ آوریل ۲۰۲۱، مربی ریکاردو گارکا یک چالش مقدماتی ۵۰ بازیکن برای کوپا آمه ریکا پرو برای کوپا آمه ریکا ۲۰۲۱ ارائه داد که شامل ژیلمار لورا نیز می‌شد. در ۲۱ مه، او برای اولین بار برای صعود به جام جهانی ۲۰۲۲ برابر کلمبیا و اکوادور فراخوانده شد. در ۱۰ ژوئن او به آخرین درخواست تیم ملی برای کوپا آمه ریکا در برزیل وارد شد.
در بازی یک چهارم نهایی مسابقات مقابل پاراگوئه، لورا اولین بازی خود را با تیم ملی انجام داد و در ۲ دقیقه ۹۰ + ۲ به جای آلدو کورزو وارد زمین شد. این دیدار با نتیجه ۳ بر ۳ به پایان رسید و تیم پرو در ضربات پنالتی به پیروزی رسید. در بازیهای بعدی، نیمه نهایی برابر برزیل (۰: ۱) و مسابقه برای مقام سوم مقابل کلمبیا (۲: ۳)، لورا دو بار دیگر به جای کورزو وارد زمین شد و در پایان با تیم خود مقام چهارم را بدست آورد. از مسابقات.